# Oberkorn
Oberkorn (en luxemburgués: Uewerkuer) és una vila de la comuna de Differdange del districte de Luxemburg al cantó d'Esch-sur-Alzette. Està a uns 20 km de distància de la Ciutat de Luxemburg.
El poble és també la seu de l'equip de futbol Cercle Sportif Oberkorn, que disputa els seus partits a l'Estadi Municipal d'Oberkorn.